# Takahama
Takahama (高浜市, Takahama-shi) est une ville située dans la préfecture d'Aichi, sur l'île de Honshū, au Japon.

## Géographie

### Situation
Takahama est située dans le sud de la préfecture d'Aichi.

### Démographie
En décembre 2019, la population de la ville de Takahama était de 45 138 habitants répartis sur une superficie de 13,11 km2.

## Histoire
La ville moderne de Takahama a été fondée le 1er décembre 1970.

## Économie
La ville de Takahama est équipée d'une centrale nucléaire.

## Transports
Takahama est desservie par la ligne Mikawa de la compagnie Meitetsu.

## Symboles municipaux
Les symboles municipaux de Takahama sont le camphrier et le chrysanthème.